# Facundo Isa
Facundo Isa (n. en Santiago del Estero el 21 de septiembre de 1993) es un jugador de rugby argentino que se desempeña en la posición de octavo para Section Paloise del Top 14.
Facundo fue parte de Argentina M20 que jugó en los Campeonatos Juveniles de 2012 y 2013, también representó a los Jaguares en 2014 y jugó para los Pampas XV en la gira de 2014 por Oceanía. Al igual que los jugadores más jóvenes de Los Pumas, la Selección de rugby de Argentina, hizo sus primeros pasos con el seleccionado en el PlaDAR, impulsado por la Unión Argentina de Rugby y hoy, son figuras determinantes dentro del plantel dirigido por Mario Ledesma.
Su debut con la Selección argentina fue en un partido contra Escocia en Murrayfield, Edimburgo el 8 de noviembre de 2014 que terminó a favor de Escocia por 41-31.
Seleccionado para la Copa del Mundo de Rugby de 2015, Facundo anotó un try en la victoria de su equipo 64-19 sobre Namibia.
Facundo firmó contrato para jugar con el equipo de Super Rugby de Argentina para la temporada 2016.
En febrero de 2017 se incorpora al Lyon de Francia como joker médico hasta final de temporada, tras lo cual pasará a formar parte de la plantilla del Toulon